# Drăguș, viața unui sat românesc
Drăguș, viața unui sat românesc este un film românesc din 1929 regizat de Paul Sterian, Nicolae Argintescu-Amza.